# Leotardo I di Parigi
Leotardo I di Parigi (... – Contea di Parigi, 816 circa) è stato un nobile franco.
Dall'801 all'816 fu il primo conte di Fézensac e nell'816 fu conte di Parigi.

## Biografia
Leotardo I era figlio del conte Gerardo I di Parigi e di Rotrude ed era fratello dei conti di Parigi Stefano e Begone.
Verso il 781, Leotardo fu inviato da Carlo Magno nel ducato di Aquitania, dove dimorò all'interno dell'entourage ristretto di Luigi il Pio, Re d'Aquitania (781-814) e successivamente Imperatore (814-840).
Leotardo sposò Grimeut (o Grimhilde), con la quale ebbe i seguenti figli:
- Engeltrude di Fézensac, sposa di Eudes d'Orléans e madre di Ermentrude d'Orléans, che sposò il futuro imperatore Carlo II il Calvo
- Adalardo il Siniscalco (siniscalco dell'Impero carolingio sotto il regno di Luigi il Pio)
- Gerardo II (o Gerardo di Rossiglione), conte di Parigi, conte di Rossiglione, conte di Vienne.

Nell'801, Leotardo seguì l'Imperatore Luigi il Pio nella sua spedizione in Spagna e partecipò alla conquista di Barcellona.
Quindi ricevette la contea di Fézensac del ducato di Aquitania, in cui stava avvenendo una rivolta dei Baschi, divenendone il primo conte.
Nell'809, fu presente all'assedio di Tortosa.
Secondo lo storico René Poupardin, Leotardo morì nella sua contea di Parigi.
Suo figlio Gerardo di Rossiglione gli successe nella carica di conte di Parigi.